# DJ Bold
DJ Bold, geboren als Charles Bold, auch Charley Bold (geb. vor 1992 in Australien) ist ein australischer Techno-DJ und -Produzent.
1992 legte er zum ersten Mal als DJ Schallplatten in einem Club auf. Kurze Zeit später begann er, auch als Musikproduzent im Tonstudio tätig zu sein. Eine Reihe von Veröffentlichungen ab 1996 machte ihn innerhalb der Szene auf internationaler Ebene bekannt – vor allem seit eine seiner Produktionen auf der Favoriten-Liste von DJ Hell erschienen ist.

## Diskografie
- High Tech Brothel EP
- Tribal Raid Reworks
- Cheap Thrills
- Bold Manouevers
- Dodgy Characters
- Beautiful Words
- Motion Traxx
- Supermarket Dirties
- Octane Rating 2001
- Midred
- Turntable Phonetix
- Mission 8
- Motion Traxx

### Mix-CDs
- The BOLD Live - Techno
- The BOLD Live - House